# Colt Double Eagle
La Colt Double Eagle es una pistola semiautomática de doble acción fabricada por la Colt's Manufacturing Company entre 1989 y 1997. Fue la primera pistola semiautomática de doble acción que ofrecía la empresa y estaba disponible en tamaño estándar, así como en versiones más compactas. Presenta una palanca de desamartillado, y está disponible en varios calibres. La familia de modelos era conocida como la Serie 90.
El diseño de la Double Eagle está basado en el de la Colt M1911. Los cargadores monohilera son idénticos a los de la M1911. La mayoría de los modelos de la Double Eagle solamente estaban disponibles en acero inoxidable, sin embargo la "Lightweight" Officer tiene un armazón de aleación y una corredera pavonada.
Ron Smith, de la Smith Enterprise, Inc., fue el principal diseñador del mecanismo de doble acción.
La corredera empleada una versión del seguro del percutor de las pistolas Colt de la Serie 80, pero al contrario de las pistolas de la Serie 80, la Double Eagle Officer que dispara el .45 ACP tiene un cargador de 8 cartuchos.

## Variantes
La Double Eagle fue calibrada para varios cartuchos; entre los más usuales están el .45 ACP y el 10 mm Auto. A veces se puede encontrar un ejemplar que dispare el .40 S&W, el 9 x 19 Parabellum y el .38 Super. Al igual que con la M1911, la Colt también ofrecía, junto a la pistola de tamaño estándar, las versiones más compactas Commander y Officer. La Double Eagle de tamaño estándar estaba disponible para los cartuchos .45 ACP y 10 mm Auto, así como temporalmente para el 9 x 19 Parabellum y el .38 Super en 1992. El modelo Commander estaba disponible para el .45 ACP, junto a una versión bastante escasa para el .40 S&W en 1992. El modelo Officer estaba disponible para el .45 ACP y muy rara vez para el .40 S&W, igualmente en 1992. La Colt finalmente rediseñó el mecanismo del gatillo y añadió una placa limitadora debido a que algunos tiradores tenían problemas porque la parte superior del gatillo les pellizcaba la piel, así como algunos resortes que solamente eran sostenidos por los paneles de la empuñadura. El resultado fue la Double Eagle Mark II.